# Radicaal 136
Radicaal 136 is een van de 29 van de 214 Kangxi-radicalen dat bestaat uit zes strepen.
In het Kangxi-woordenboek zijn er 10 karakters die dit radicaal gebruiken.

## Karakters met het radicaal 136
| Strepen | Karakter |
| ------- | -------- |
| + 0     | 舛       |
| + 6     | 舜       |
| + 7     | 舝       |
| + 8     | 舞       |

Klein zegelkarakter